# Bixi (mitología)

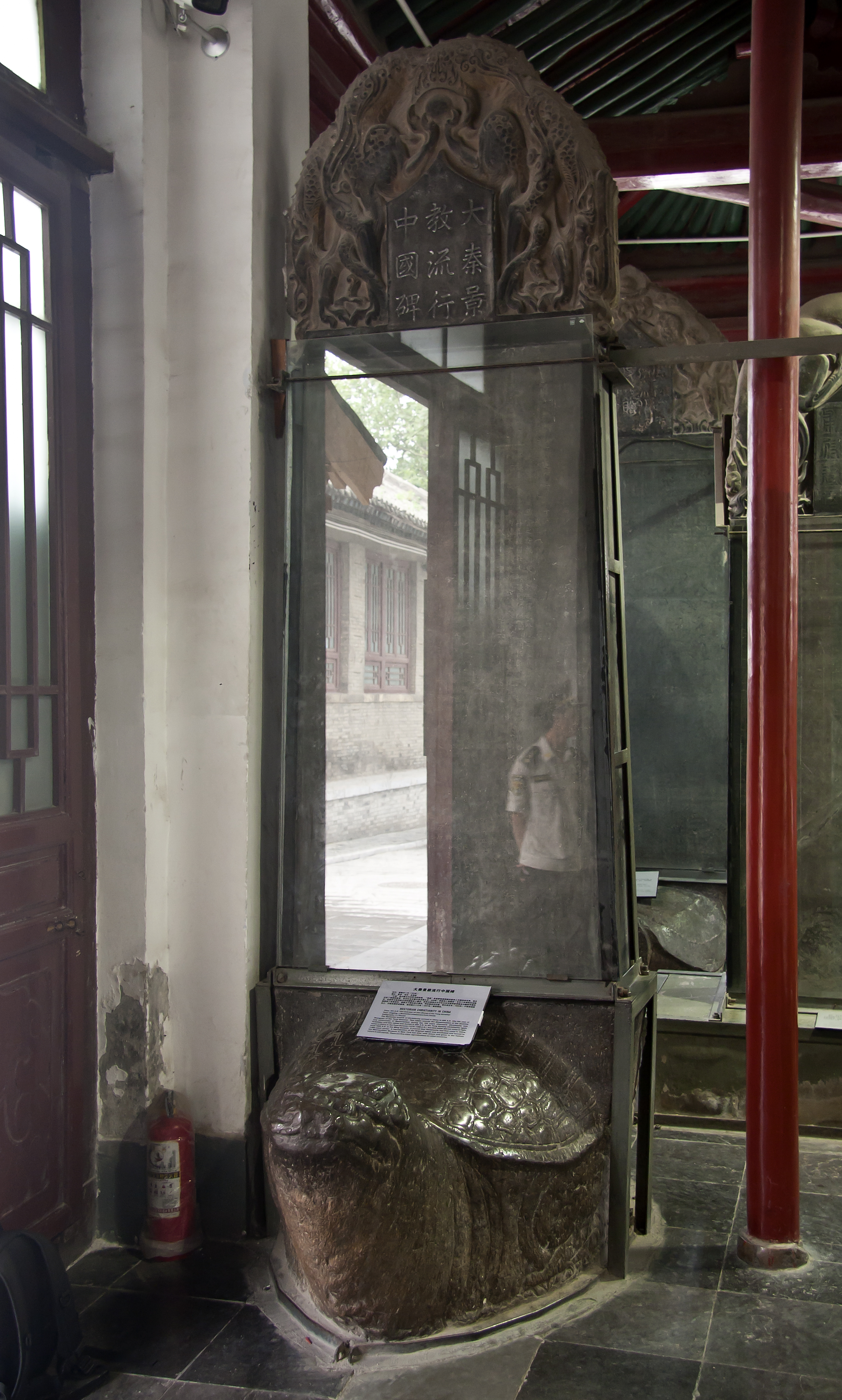
La estela nestoriana de Siganfú en 2015, a la cual se le añadió posteriormente como plinto una escultura de Bixi.

Bixi (En chino simplificado: 赑屃; en pinyín Bìxì, en la romanización Wade-Giles Pi-hsi o Bi Xi) es una figura de la mitología china. Uno de los nueve hijos del Rey Dragón, así es que se representa como un dragón con un caparazón de tortuga. Las esculturas pétreas de Bixi han sido usadas durante siglos en la cultura china como plintos o basamentos de estelas conmemorativas y tabletas, particularmente en contextos funerarios de emperadores "posteriores" conmemorados y para conmemorar eventos y acontecimientos importantes, como una visita imperial o, por ejemplo, el aniversario de la victoria en la Segunda Guerra Mundial.

También la escultura bixi  ha sido y es usada en las bases de puentes y arcadas. Las Esculturas de Bixi tradicionalmente son frotadas por la gente para atraer la buena suerte. Representaciones de Bixi pueden encontrarse en varias partes de Asia Oriental además de China, en los lugares a donde llegó su influencia cultural: Japón, Corea, Vietnam, Mongolia y aún el Extremo Oriente ruso.

Aunque la Estela de Siganfu al ser cristiana originalmente no tuvo tal adorno, que podría considerarse pagano, posteriormente por sincretismo fue adornada con una escultura que representa a Bixi.

## Galería

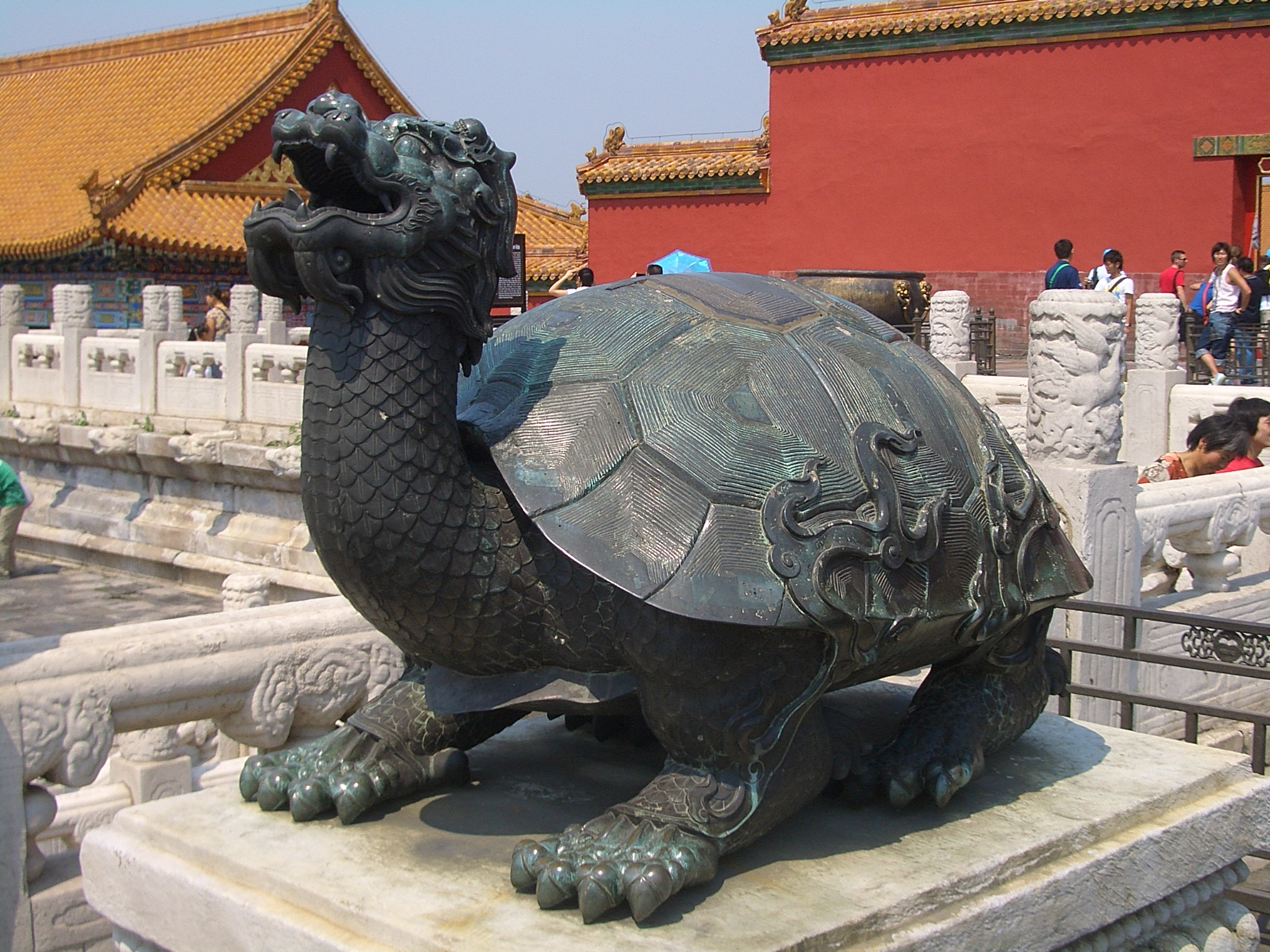
Representación aislada, con cabeza de dragón en la Ciudad Prohibida de Pekín, China.
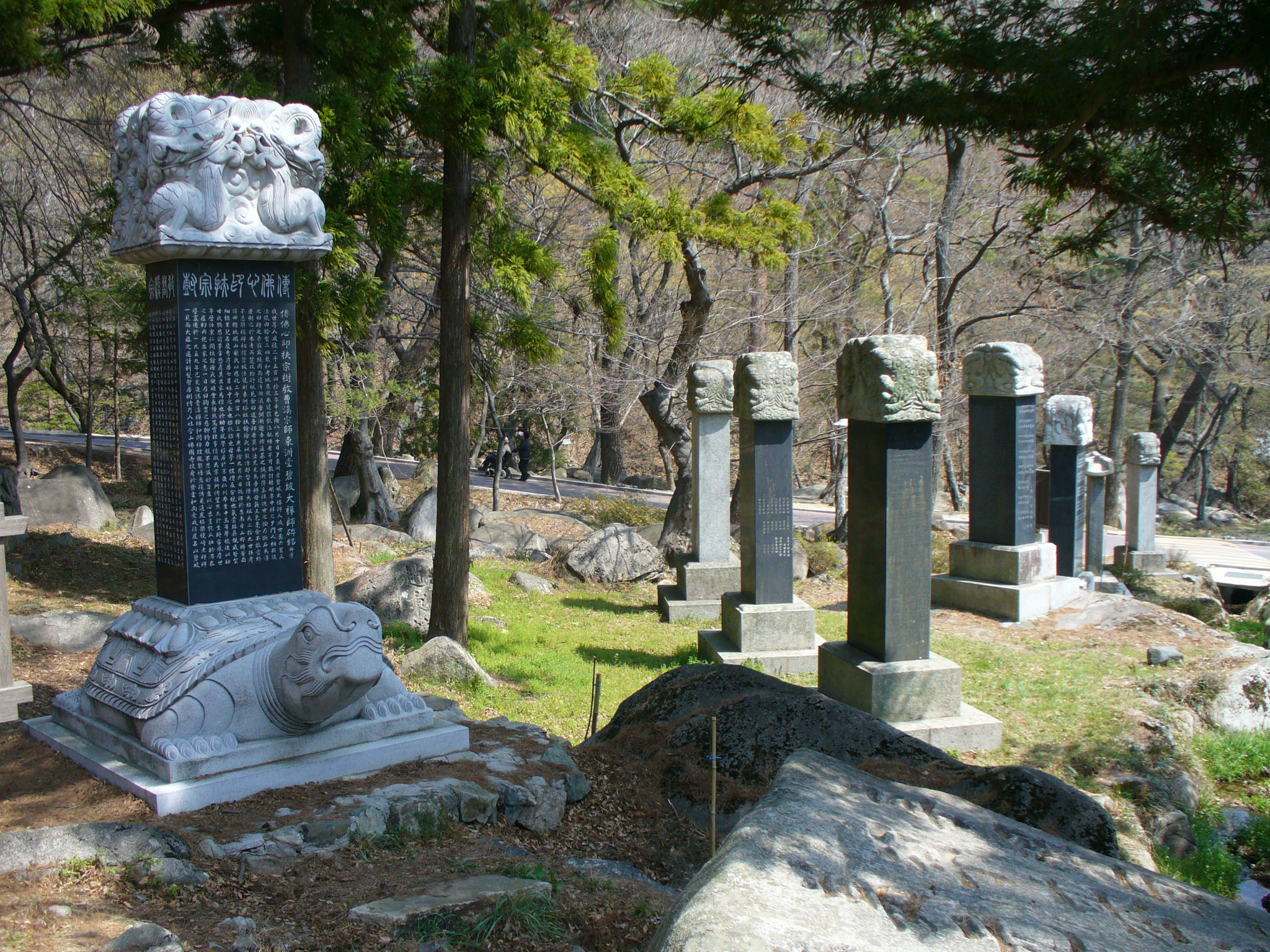
Representación de Bixi sosteniendo una estela en el templo budista de Beomeosa en Pusan, extremo sur de Corea.
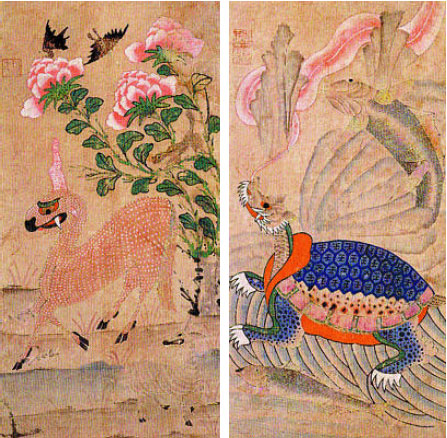
Minhwa, ciervo y tortuga, datados en la dinastía Joseon, en Corea.
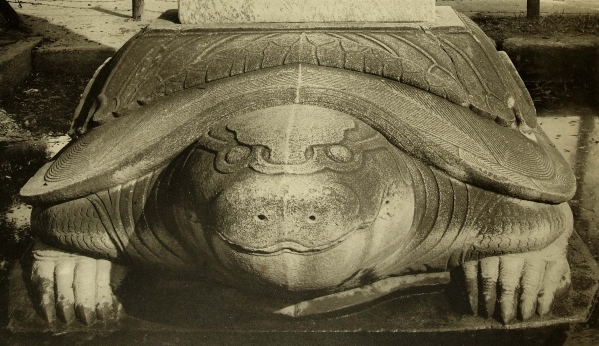
Escultura de la dinastía Joseon, en Corea.
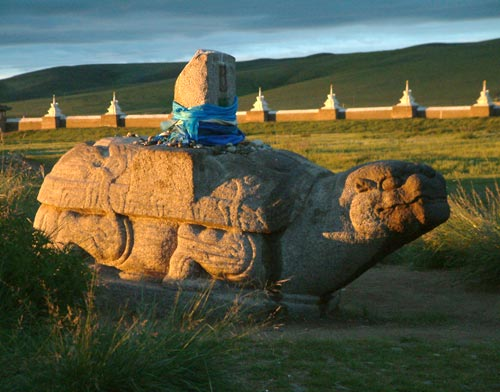
Representación en Karakórum, Mongolia.